# Dedebit FC
El Dedebit es un equipo de fútbol de Etiopía que milita en la Liga etíope de fútbol, la liga de fútbol más importante del país.

## Historia
Fue fundado en el año 2001 en la capital Addis Abeba por un proyecto hecho por Oficiales de la Armada Popular. 9 años después lograron el ascenso a la liga etíope, misma donde ganaron su primer título, la Copa de Etiopía. En la temporada 2012/13 lograron ganar su primer torneo de liga.
A nivel internacional ha participado en 4 torneos continentales, en los cuales nunca ha superado la Primera Ronda.

## Palmarés
- Liga etíope de fútbol: 1

2013
- Copa etíope de fútbol: 1

2010

## Participación en competiciones de la CAF
| Temporada | Torneo                       | Ronda      | Club              | Casa | Visita | Global |
| --------- | ---------------------------- | ---------- | ----------------- | ---- | ------ | ------ |
| 2011      | Copa Confederación de la CAF | Preliminar | Young Africans SC | 2-0  | 2-2    | 4-2    |
| 2011      | Copa Confederación de la CAF | 1          | Haras El-Hodood   | 1-1  | 0-4    | 1-5    |
| 2013      | Copa Confederación de la CAF | Preliminar | Anges de Fatima   | 4-0  | 1-2    | 5-2    |
| 2013      | Copa Confederación de la CAF | 1          | Al-Ahly Shendi    | 0-0  | 0-1    | 0-1    |
| 2014      | Liga de Campeones de la CAF  | Preliminar | KMKM              | 3-0  | 0-2    | 3-2    |
| 2014      | Liga de Campeones de la CAF  | 1          | CS Sfaxien        | 1-2  | 0-2    | 1-4    |
| 2015      | Copa Confederación de la CAF | Preliminar | Côte d'Or FC      | 2-0  | 3-2    | 5-2    |
| 2015      | Copa Confederación de la CAF | 1          | Warri Wolves      | 0-0  | 0-2    | 0-2    |

## Jugadores destacados
| - Djorkaef - German - Gianseged Biruk - Yonas Getu - Temesgen Tekle - Masinko - Yonas Araya | - Zenawi Teklemariam - Jemal Tassew - Sebrom - Barud - Sirak Siyoum - Eyob Mechal - Yassin Edris |